# Köfering
Köfering é um município da Alemanha, situado no distrito de Ratisbona, no estado da Baviera. Tem 5,28 km² de área, e sua população em 2019 foi estimada em 2.727 habitantes.